# Kees Andrea
Cornelis (Kees) Andrea (Den Haag, 3 februari 1914 - Den Haag, 7 juli 2006) was een Nederlands kunstenaar. Hij hield zich tot op hoge leeftijd nog bezig met schilderkunst en het maken van tekeningen. Hij ontwierp monumenten, was textielkunstenaar en was tevens graficus, schilder en tekenaar.

## Leven en werk
Andrea werd geboren als zoon van een lithograaf. Vader August drukte jarenlang prenten voor bekende kunstenaars als Maurits Cornelis Escher, Jan Veth en Chris Lebeau. Ook zaten twee ooms van de jonge Andrea in het grafische vak. Zijn leraren waren Francis de Erdely en Chris de Moor. Na een opleiding aan de Koninklijke Academie van Beeldende Kunsten te Den Haag ging hij enkele jaren bij de Eerste Nederlandse Vrije Studio werken, onder leiding van Francis de Erdely en Chris de Moor. Van 1930 - 2002 werkte hij in Den Haag. Hij exposeerde in Kunstzaal Liernur van Miep Eijffinger. Andrea werkte tevens in Loosduinen en Rijswijk, Limburg, Hongarije, Frankrijk en Spanje.
In 1947 werd hij benoemd tot docent van de net opgerichte Vrije Academie in Den Haag (zie: Van der Stelt 2006). Andrea beheerste veel technieken. Zo was hij: schilder, aquarellist, tekenaar, pentekenaar, etser, lithograaf, vervaardiger van houtsnedes, graficus, illustrator, monumentaal kunstenaar, wandschilder, textielkunstenaar (weeftechniek) en vervaardiger van mozaïek. Zijn geliefde onderwerpen waren: portretten, figuurvoorstellingen, religie, interieurs, landschappen, dieren, stillevens en winterlandschappen. Het Gemeentemuseum Den Haag hield in 2005 een grote overzichtstentoonstelling ter gelegenheid van de negentigste verjaardag van de kunstenaar. Andrea was lid van: Pulchri Studio, de Vereniging van Beoefenaars van de Monumentale Kunsten, de Hollandse Aquarellisten Kring, de groep Verve, de Realisten en het Nederlands Kunstenaars Genootschap. Hij wordt gerekend tot de kunstenaars van de Nieuwe Haagse School. Kees' zoon Pat Andrea werd ook kunstschilder. Deze wordt eveneens tot de Nieuwe Haagse School gerekend. Hij is van invloed geweest op het werk van Hermanus Berserik.
Vijf jaar na zijn overlijden werd een overzichtstentoonstelling van zijn werk gehouden in Kunstzaal van Heijningen.

## Prijzen
Andrea kreeg in 1949 een eervolle vermelding bij de Jacob Marisprijs. In 1951 werd hij tweede bij de Jacob Marisprijs, terwijl hij in 1953 de Jacob Marisprijs voor tekenen ontving. In 1954 kreeg hij de Jacob Hartogprijs. In 1964 volgde de Visser Neerlandiaprijs.

## Werk in openbare collecties (selectie)
- Museum voor Moderne Kunst Arnhem
- Gemeentemuseum Den Haag
- Museum Maassluis
- Centraal Museum Utrecht
- Museum Henriette Polak, Zutphen
- Museum Rijswijk
- Rijkscollectie

## Leerlingen
Andrea had de volgende leerlingen: Adèle de Beaufort, Johan van den Berg, Estelle van Bilderbeek, Vicky de L' Espinasse, Anna Paulowna Maria Hamerster, André Holslag, Ton Hoogendoorn, Nel Koen, Theo de Kok, Pieter Manneke, Fernando de Nadal, Lies Was, Wim Noordhoek, Antoon Roelofs, Barbara Schrier en Meinert Volkers.